# Михалково (Болгария)
Михалково (болг. Михалково) — село в Болгарии. Находится в Смолянской области, входит в общину Девин. Население составляет 344 человека.

## Политическая ситуация
В местном кметстве Михалково, в состав которого входит Михалково, должность кмета (старосты) исполняет Тодор Лазаров Зыгов (Граждане за европейское развитие Болгарии (ГЕРБ)) по результатам выборов правления кметства.
Кмет (мэр) общины Девин — Здравко Василев Василев (Движение за права и свободы (ДПС)) по результатам выборов в правление общины.